# P. J. Akeeagok
Pauloosie Jamesie Akeeagok, dit P. J. Akeeagok, (en syllabaire inuktitut : ᐸᐅᓗᓯ ᐊᕿᐊᕈᖅ), né le 5 novembre 1984 à Grise Fiord (Territoires du Nord-Ouest), est un homme politique inuit canadien. Il est premier ministre du Nunavut depuis le 19 novembre 2021.

## Biographie
Pauloosie Jamesie Akeeagok naît le 5 novembre 1984 à Grise Fiord, localité des Territoires du Nord-Ouest située à l'extrême-nord du Canada, où il grandira,.
Avant son entrée en politique, il est président de l'Association inuite Qikiqtani et démissionne de ce poste en août 2021 en vue de la campagne électorale,. Il est également membre de plusieurs autres organisations de développement et de promotion des intérêts inuits. Le 25 octobre 2021, il est élu député de la circonscription d'Iqaluit-Niaqunnguu (en) à l'Assemblée législative du Nunavut lors des élections générales de 2021, succédant ainsi à sa tante, Pat Angnakak (en). Le 17 novembre suivant, il est élu premier ministre du territoire par les députés nouvellement élus, lors des délibérations du Forum du leadership du Nunavut, et il succède deux jours plus tard à Joe Savikataaq.